# Borger Breeveld
Borger Breeveld (Paramaribo, 20 de julho de 1944) é um ator surinamês, que tornou-se conhecido por protagonizar os filmes De taxi van Palemu e Wan Pipel.